# حمأة الصرف الصحي

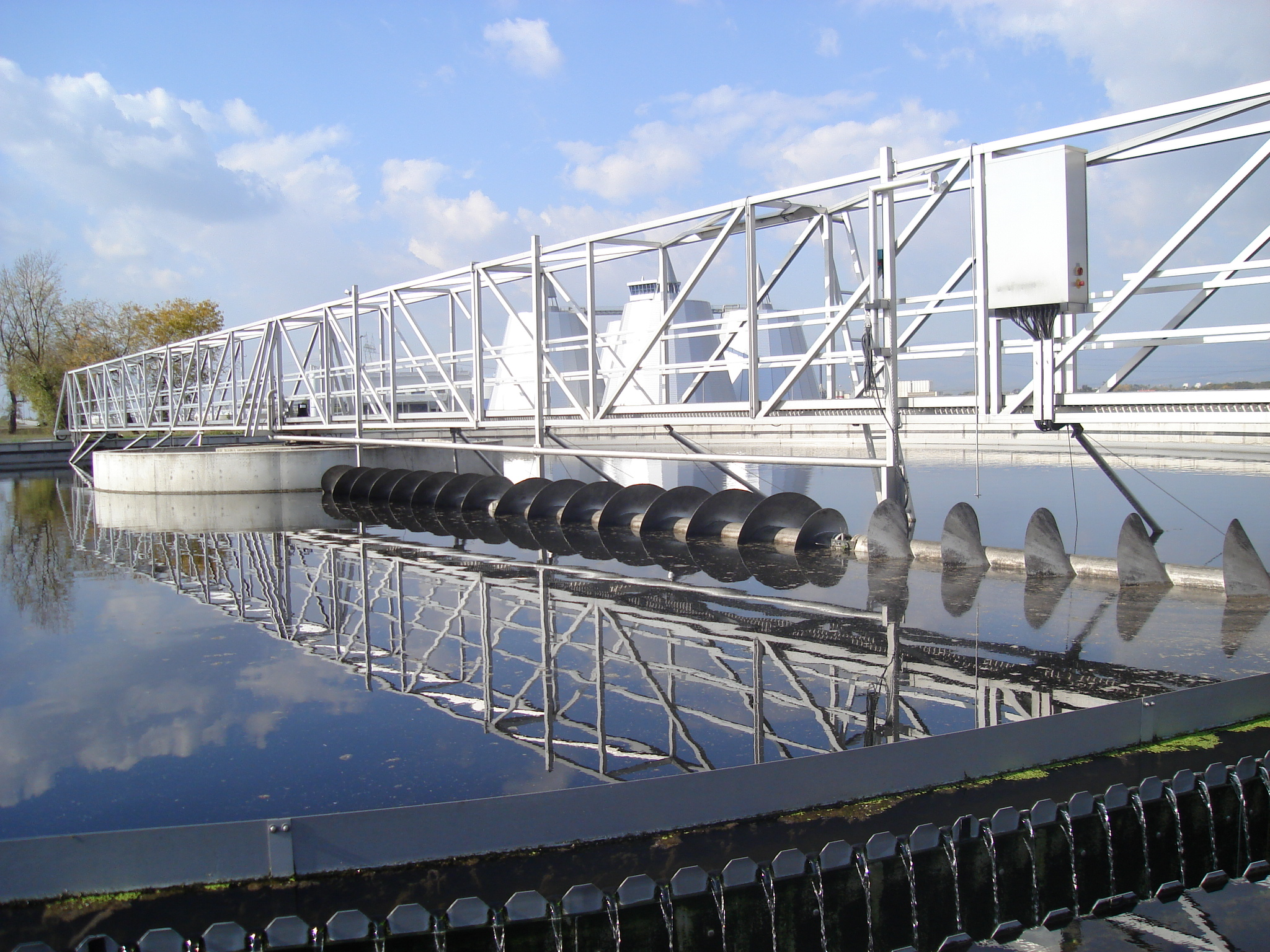
الصرف الصحي

حمأة الصرف الصحي، هي المادة شبه الصلبة والمُـتبقية منِ عملية معالجة مياه الصرف الصحي للمياه العادمة الناتجة عن القطاع الصناعي أو مياه البلدية، والتي يتم إنتاجها كمنتج ثانوي. يشير مصطلح «الصرف الصحي» أيضًا إلى الحمأة الناتجة عن عملية المعالجة البسيطة للمياه العادمة، لكنها مرتبطة بأنظمة صرف صحي سهلة وموضعية، كخزانات الصرف الصحي المدفونة بالأرض.
عندما تدخل مياه الصرف الصحي أو المياه العادمة إلى خزان ترسيب أولي؛ فإن قرابة الـ 50٪ من المواد الصلبة العالقة سوف تترسب في غضون ساعة ونصف. يُعرف هذا المزيج من المواد الصلبة بالحمأة الخام أو المواد الصلبة الأولية، ويُعتقد بأنها «جديدة» قبل البدء بالعمليات اللاهوائية. تتعفن الحمأة في وقت قصير بمجرد سيطرة البكتيريا اللاهوائية عليها، فيجب إزالتها من خزان الترسيب قبل حدوث ذلك.
وتتم إزالتها بواحدة من طريقتين:  الأولى والأكثر شيوعًا، يتم استخراج الحمأة الجديدة باستمرار من قاع خزان على شكل قادوس بواسطة كاشطات ميكانيكية ومن ثم تمريرها إلى خزانات منفصلة لتخمير الحمأة.  في بعض محطات المعالجة يستخدم خزان الصرف الصحي (Imhoff)؛ تستقر الحمأة من خلال فتحة في الطابق السفلي أو غرفة التخمير؛ حيث تتحلل بواسطة البكتيريا اللاهوائية؛ مما يؤدي إلى تسييل وتقليل حجم الحمأة.
تولد عملية المعالجة الثانوية أيضًا حمأة تتآلف بشكل كبير البكتيريا والأوليات مع المواد الصلبة الدقيقة، ويتم إزالتها عن طريق الاستقرار في خزانات الاستقرار الثانوية. عادةً ما يتم الجمع بين تيارات الحمأة ومعالجتها عن طريق عملية المعالجة اللاهوائية أو الهوائية إما في ظل درجات حرارة مرتفعة أو درجة الحرارة المحيطة. بعد التخمير  لفترة طويلة، تسمى النتيجة الحمأة «المُخمرة» ويمكن التخلص منها عن طريق التجفيف ثم الطمر.
غالبًا ما يستخدم مصطلح «المواد الصلبة الحيوية» مع مواد الصرف الصحي الصلبة المُعاد استخدامها بعد عملية معالجة حمأة مياه الصرف الصحي. يمكن تعريف المواد الصلبة الحيوية على أنها مواد صلبة عضوية لمياه الصرف الصحي، يمكن إعادة استخدامها بعد عمليات التثبيت مثل عمليتي: التخمير اللاهوائي والتسميد. ويرفض معارضو إعادة استخدام حمأة الصرف الصحي هذا المصطلح كمصطلح علاقات عامة.